# Retrospektiva (roman)
Retrospektiva, drugi primer inšpektorja Vrenka je izvirni slovenski detektivski roman. Napisal ga je Avgust Demšar, izšel je leta 2008 pri založbi Sanje. Spada v serijo Primeri inšpektorja Vrenka. Retrospektiva je tipično žanrsko delo, napisano po pravilih za pisanje detektivk. Inšpektor Vrenko s sodelavci se ukvarja s primerom umora, ki se zgodi na likovni razstavi. Širši dogajalni prostor je Maribor, dogajanje poteka v sodobnem času.

## Vsebina
Višji kriminalistični inšpektor Martin Vrenko je povabljen na svečano otvoritev pregledne likovne razstave že pokojnega umetnika. Zbrana je mestna smetana Maribora in umetnikovi bližnji sorodniki. Večer se zaključi z umorom. Kmalu zatem se zgodi še en prikrit umor ter napad na eno izmed razstavljenih slik. Starejši detektiv Vrenko, ki se zanima za literaturo in kulturo,  odpira zaprašene mape umetnikove likovne zapuščine, najde skromen razstavni katalog neznanega mladega kiparja, se odpelje v Trst ter poveže vse drobce. Njegov partner Marko Breznik, neizkušeni in preprost kriminalistični pripravnik zastopa vednost bralca. Med branjem osumimo cel kup oseb, pravega storilca pa nikakor ne moremo odkriti. Pronicljiv, malone vsevedni in malo čudaški detektiv Vrenko nas pripelje do razkritja na koncu. V sklepnem pogovoru nevedni pomočnik svojega inšpektorja povpraša vse tisto, kar zanima tudi bralca. 

## Zbirka
Retrospektiva je drugi roman iz serije Primeri inšpektorja Vrenka. Prvi v seriji je bil Olje na balkonu (2008), sledijo pa mu še Tanek led (2009), Evropa (2010), Hotel Abbazia (2011) ter Obsedenosti v času krize (2012).

## Ocene in nagrade
Roman Retrospektiva Avgusta Demšarja je bil leta 2009 med desetimi nominiranci za nagrado kresnik. 

## Izdaje in prevodi
Prva izdaja romana 2008 pri Založbi Sanje, trda vezava in broširana (COBISS)